# Harbor Hills (Ohio)
Harbor Hills és una concentració de població designada pel cens dels Estats Units a l'estat d'Ohio. Segons el cens del 2000 tenia 1.303 habitants.

## Demografia
Segons el cens del 2000, Harbor Hills tenia 1.303 habitants, 575 habitatges, i 411 famílies. La densitat de població era de 184,3 habitants per km².
Dels 575 habitatges en un 19,8% hi vivien nens de menys de 18 anys, en un 63,1% hi vivien parelles casades, en un 5,7% dones solteres, i en un 28,5% no eren unitats familiars. En el 22,8% dels habitatges hi vivien persones soles el 10,1% de les quals corresponia a persones de 65 anys o més que vivien soles. El nombre mitjà de persones vivint en cada habitatge era de 2,27 i el nombre mitjà de persones que vivien en cada família era de 2,66.
Per edats la població es repartia de la següent manera: un 16,4% tenia menys de 18 anys, un 6,9% entre 18 i 24, un 22,3% entre 25 i 44, un 35,1% de 45 a 60 i un 19,3% 65 anys o més.
L'edat mediana era de 48 anys. Per cada 100 dones de 18 o més anys hi havia 101,7 homes.
La renda mediana per habitatge era de 48.510 $ i la renda mediana per família de 51.429 $. Els homes tenien una renda mediana de 43.594 $ mentre que les dones 27.361 $. La renda per capita de la població era de 26.095 $. Aproximadament el 2,1% de les famílies i el 2,4% de la població estaven per davall del llindar de pobresa.

## Poblacions més properes
El següent diagrama mostra les poblacions més properes.